# Украинская киноакадемия
Украинская киноакадемия (укр. Українська кіноакадемія) — это украинское объединение экспертов и профессионалов в области кинематографии и кинопроизводства. Основано в 2017 году для поддержки и развития современного украинского кино. С 2017 года Украинская киноакадемия ежегодно вручает престижную кинопремию «Золотая дзига», присуждаемую за профессиональные достижения в развитии украинского кинематографа.

## Основатели
Инициатором, создателем и менеджером академии и её премии является Одесский международный кинофестиваль. В 2017 году, когда создавалась Киноакадемия, на все ведущие должности были назначены руководители фестиваля: Анна Мачух, директор кинорынка, стала исполнительным директором Украинской киноакадемии; директор по связям с общественностью Екатерина Звездина — директором по связям с общественностью, Виктория Тигипко — председателем наблюдательного совета (главного управляющего органа киноакадемии). С 2018 года PR-директором киноакадемии является PR-директор ОМКФ Татьяна Власова; c 2019 года координатор киноакадемии — Ярослава Кияшко.

## История
«Нашей стране пора иметь свой Оскар. Индустрия возрождается, мы хотим продвигать наших актёров, режиссёров, продюсеров — всех, кто работает в этой сложной сфере. Важно привлечь внимание общественности к этому событию». 
Виктория Тигипко, президент Украинской киноакадемии и Одесского международного кинофестиваля
Украинская киноакадемия была создана как некоммерческая общественная организация 8 февраля 2017 года, о чём было объявлено 20 февраля того же года на пресс-конференции учредителей, спонсоров и партнёров Киноакадемии по случаю вручения Первой Национальной кинопремии. Создание Киноакадемии инициировано Одесским международным кинофестивалем при поддержке Госагентства Украины по вопросам кинематографии и Акционерного общества «Таскомбанк». Исполнительным директором Украинской киноакадемии и Национальной кинопремии назначена Анна Мачух. 20 апреля состоялась церемония награждения Первой национальной кинопремией «Золотая дзига».

## Цель и деятельность
Украинская киноакадемия создана с целью популяризации украинского кино на Украине и за рубежом, а также оказания всесторонней поддержки развитию отечественного кинематографа путём:
- организации и проведения мероприятий, в ходе которых эксперты киноиндустрии объективно определяют лучшие достижения и лучших деятелей в национальном кино. Одним из таких мероприятий является ежегодная церемония вручения Национальной кинопремии «Золотая дзига» за выдающиеся достижения в украинском кинематографе;
- организации мероприятий по ознакомлению кинозрителей с новинками украинского кинематографа;
- финансовой поддержки образовательных кинопрограмм.

## Членство в киноакадемии
Членство в киноакадемии, согласно её уставу, осуществляется на принципах добровольности и является индивидуальным. В академию может войти каждый, кто соответствует требованиям одной из трёх категорий:
- Представители киноиндустрии, с 1991 года участвовавшие в качестве авторов (актёры, сценаристы, режиссёры, кинооператоры, художник-постановщики, композиторы) или продюсеров в создании одного или нескольких полнометражных художественных фильмов или трёх или более короткометражных документальных и/или анимационных фильмов
- Деятели культуры, искусства и киноиндустрии, внесшие значительный вклад в развитие и продвижение украинского кино (в том числе специалисты проката, кинокритики, руководители международных кинофестивалей).
- Меценаты и спонсоры отечественного кино.

Заявки на вступление в киноакадемию принимались с 20 февраля по 19 марта 2017 года. По результатам 343 заявлений 242 украинских кинематографиста получили статус члена украинской киноакадемии. Второй этап приёма заявлений в члены киноакадемии длился с 27 апреля 2017 года по 15 января 2018 года.
По состоянию на 2019 год в состав академии вошли 355 украинских кинопрофессионалов.

## Органы управления
- Общее собрание членов — высший руководящий орган, в котором имеют право участвовать все действующие члены киноакадемии.
- Исполнительный директор — управляет повседневной работой организации. Он избирается наблюдательным советом киноакадемии сроком на три года.
- Наблюдательный совет — руководящий орган киноакадемии, осуществляющий контроль за работой исполнительного директора управляющей компании. В его составе пять человек, которые не являются членами киноакадемии; трое из них сотрудничают на постоянной основе и избираются сроком на 20 лет. Во главе — председатель наблюдательного совета, который избирается из числа членов наблюдательного совета сроком на 20 лет. Первым председателем наблюдательного совета Украинской киноакадемии в начале апреля 2017 года стала Виктория Тигипко[2].

Совещательным органом киноакадемии является правление, которое состоит из 15 членов; 12 из них избираются общим собранием, трое назначаются наблюдательным советом. Правление Национальной киноакадемии Украины возглавляет председатель, который избирается решением правления из числа утверждённых членов правления. В начале апреля 2017 года первым председателем правления Украинской киноакадемии стал известный украинский кинорежиссёр и актёр Михаил Ильенко, который занимал эту должность до ноября 2018 года. 12 ноября 2020 года председателем правления Украинской киноакадемии был избран бывший руководитель Госкино Украины Филипп Ильенко. Его предшественник (2018—2020) — украинский кинокритик Владимир Войтенко.

### Правление Украинской киноакадемии
Состав Правления Украинской киноакадемии:
- Филипп Ильенко — председатель правления
- Сергей Борденюк, оператор
- Людмила Горделадзе, актриса
- Иванна Дядюра, кинопродюсер
- Денис Иванов, продюсер, кинодистрибьютор, культурный менеджер, телеведущий
- Михаил Ильенко, кинорежиссёр
- Сергей Лавренюк, продюсер
- Юрий Минзянов, продюсер
- Егор Олесов, продюсер
- Андрей Ризол, продюсер
- Влад Ряшин, продюсер
- Игорь Савиченко, продюсер
- Ахтем Сеитаблаев, кинорежиссёр, актёр
- Валерия Сочивец, продюсер
- Марина Степанская, кинорежиссёр

## Логотип Киноакадемии
Концепцию логотипа Украинской киноакадемии разработала маркетинговая команда «Квадрат 28». При разработке логотипа в качестве основы использовалось изображение символа киноакадемии «Золотая дзига», созданного известным украинским художником Назаром Билыком.